# Maisie Smith
Maisie Lily Smith es una actriz Británica conocida por interpretar a Tiffany Butcher en la serie EastEnders. 

## Biografía
Es hija de Julia y Stephen Smith, y tiene una hermana mayor, Scarlett Smith.
Su representante es Sandra Singer Associates.

## Carrera
En 2008 apareció en la película The Other Boleyn Girl, donde interpretó a la joven princesa Isabel Tudor, la hija de los reyes Enrique Tudor y Ana Bolena. El 1 de abril de ese mismo año, se unió al elenco principal de la exitosa serie británica EastEnders, donde interpretó a Tiffany Butcher hasta el 12 de septiembre de 2014. El 8 de enero del 2018 Maisie regresó a la serie como parte del elenco principal.

## Filmografía

### Series de televisión
| Año                          | Título     | Personaje       | Notas         |
| ---------------------------- | ---------- | --------------- | ------------- |
| 2008 - 2014, 2018 - presente | EastEnders | Tiffany Butcher | 354 episodios |

### Películas
| Año  | Título                | Personaje       | Notas                                                   |
| ---- | --------------------- | --------------- | ------------------------------------------------------- |
| 2008 | The Other Boleyn Girl | Joven Elizabeth | junto a Natalie Portman, Eric Bana & Scarlett Johansson |

## Premios y nominaciones
| Año  | Categoría                                              | Premio             | Serie      | Resultado |
| ---- | ------------------------------------------------------ | ------------------ | ---------- | --------- |
| 2018 | Best Young Actor                                       | British Soap Award | EastEnders | Nominada  |
| 2013 | Best Young Actor                                       | Inside Soap Award  | EastEnders | Ganadora  |
| 2013 | Best Young Performance                                 | British Soap Award | EastEnders | Nominada  |
| 2012 | Best Young Actress                                     | Inside Soap Award  | EastEnders | Nominada  |
| 2011 | Best Young Actress                                     | Inside Soap Award  | EastEnders | Ganadora  |
| 2011 | Best Young Performance                                 | British Soap Award | EastEnders | Nominada  |
| 2010 | Best Dramatic Performance for a Young Actor o Actress  | British Soap Award | EastEnders | Nominada  |
| 2009 | Best Dramatic Performance for a Young Actor or Actress | British Soap Award | EastEnders | Ganadora  |
| 2009 | Favourite Newcomer                                     | TV Times Award     | EastEnders | Nominada  |